# Diglyphomorphomyia nexius
Diglyphomorphomyia nexius is een vliesvleugelig insect uit de familie Eulophidae. De wetenschappelijke naam is voor het eerst geldig gepubliceerd in 2004 door Narendran.